# 鳥は星形の庭に降りる
『鳥は星形の庭に降りる』(英: A Flock Descends into the Pentagonal Garden)は、日本の作曲家である武満徹の代表作の一つで、1977年に書かれた管弦楽作品。

## 概要
この作品はサンフランシスコ交響楽団の委嘱で作曲された。作曲の委嘱を受けた年の春に、パリのポンピドゥー・センターで後頭部を星形に刈り上げたマルセル・デュシャンを写真家のマン・レイが撮影した写真を見た武満が、それによって喚起された夢を見たという逸話が残る作品。武満の自筆スケッチが残され、そこには鳥の群れが五角形の庭に舞い降りる様子が描かれている。演奏時間は13～14分の小品ながら、半ば過ぎあたりの鉄琴やチェレスタなどの神秘的に響く部分などにしっかりと武満の刻印が記されており、彼を代表する作品の一つとなっている。
武満は自著「夢と数」において、この曲のタイトルの選び方や、五音音階に基づく音高の操作方法など、自作の詳細な分析を語っている。

## 初演
作曲が開始された同年11月30日に小澤征爾指揮、ボストン交響楽団により初演され、主にアメリカ、イギリスなど日本国外で人気を博した。初演時、和声・管弦楽法においてアルバン・ベルクとの親和性が指摘された。

## 編成

### 木管楽器
フルート3(ピッコロ、アルトフルート持ち替え)、オーボエ3(イングリッシュホルン持ち替え)、クラリネット3(小クラリネット、バスクラリネット持ち替え)、ファゴット2、コントラファゴット

### 金管楽器
ホルン4、トランペット2、トロンボーン3

### 打楽器
大太鼓、サスペンデッドシンバル、チューブラベル、マリンバ、ヴィブラフォン、カウベル、タムタム、ゴング

### その他
ハープ2、チェレスタ

### 弦楽器
弦5部

## 録音
- 小澤征爾指揮 ボストン交響楽団　（ドイツ・グラモフォン 輸入盤：477 5381）
- 尾高忠明指揮 BBCウェールズ・ナショナル管弦楽団、ポール・ウォトキンス（チェロ）（日本盤：キングレコード KKCC2227（BIS BIS-CD-760））
- 岩城宏之指揮 NHK交響楽団 （1984年 日本盤：CBSソニー 58DC282/3）
- 外山雄三指揮 東京都交響楽団 （1997年 日本盤：DENON    　COCO-80783）
- マリン・オールソップ指揮 ボーンマス交響楽団　（2005年 輸入盤：NAXOS　8.557760J）